# 産業廃棄物

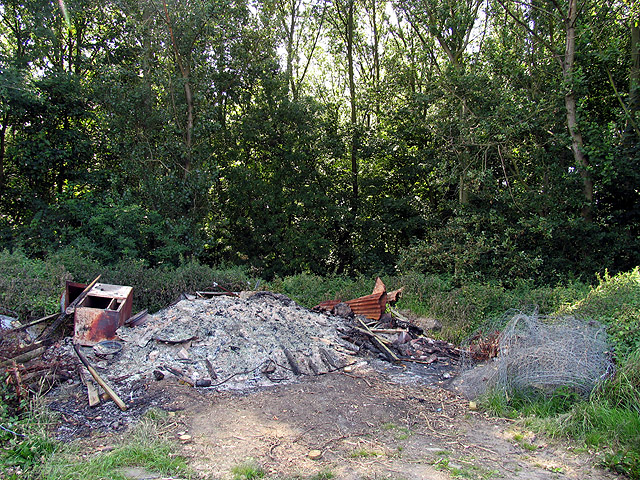
投棄された産業廃棄物

産業廃棄物（さんぎょうはいきぶつ）は、日本やシンガポールなどの法制度で用いられている廃棄物の区分。「産廃」（さんぱい）と略されるほか、事業活動に伴って発生するごみであるため、「事業系ごみ」や「事業ごみ」とも呼ばれる。
日本の廃棄物の処理及び清掃に関する法律では、廃棄物をまず一般廃棄物と産業廃棄物に大別する。シンガポールでは一般廃棄物を産業廃棄物、商業廃棄物、家庭廃棄物等に区分しており、産業廃棄物は一般廃棄物の一種である。廃棄物回収分類では一般廃棄物と有害産業廃棄物に区別され、一般廃棄物に含まれるものは「非有害産業廃棄物」として扱う。このほかアメリカ合衆国のように、廃棄物を有害廃棄物と非有害廃棄物から大別する法制度もあるなど、産業廃棄物の位置づけは世界共通ではないが、行政上のindustrial wasteの訳語としても用いられる。

## 日本の産業廃棄物
- 廃棄物の処理及び清掃に関する法律は、以下で条数のみ記載する。

### 概要
日本の廃棄物の処理及び清掃に関する法律（廃棄物処理法）は廃棄物をまず一般廃棄物と産業廃棄物に大別する。
廃棄物の処理及び清掃に関する法律では「産業廃棄物」とは次に掲げる廃棄物をいう（同法第2条第4項）。
1. 事業活動に伴って生じた廃棄物のうち、燃え殻、汚泥、廃油、廃酸、廃アルカリ、廃プラスチック類その他政令で定める廃棄物
2. 輸入された廃棄物（船舶及び航空機の航行に伴い生ずる廃棄物（政令で定めるものに限る。廃棄物処理法第15条の4の5第1項において「航行廃棄物」という。）並びに本邦に入国する者が携帯する廃棄物（政令で定めるものに限る。同項において「携帯廃棄物」という。）を除く。）

家庭等から排出される一般のごみ（一般廃棄物）は市町村に処理責任があるのに対し、産業廃棄物は排出事業者に処理責任（下記参照）がある。法的に取り扱いが異なるため、廃棄にあたっては、市町村等の一般廃棄物用の処理施設での処理・処分をすることはできない。産業廃棄物を処理・処分できる許可を受けた産業廃棄物処理事業者へ処理・処分委託することとなっている。
人の健康又は生活環境に被害を生じるおそれのある性状をもつ廃棄物のうち、産業廃棄物に属するものは「特別管理産業廃棄物」として特別な基準で処理される。
- 特別管理産業廃棄物
  - 廃油
  - 廃酸・廃アルカリ
  - 感染性産業廃棄物
  - 特定有害産業廃棄物
    - 廃PCB、PCB汚染物、PCB処理物
    - 廃石綿等
    - 有害産業廃棄物
      - 水銀、カドミウム、鉛、有機リン化合物、六価クロム、ヒ素、シアン、PCB、廃溶剤、チウラム、シマジン、チオベンカルブ、ベンゼン、セレン又はその化合物を基準値以上含んでいる汚泥、鉱さい、廃油、廃酸、廃アルカリ、燃え殻、ばいじん等
      - ダイオキシン類を基準以上含んだばいじん、燃え殻、汚泥など

  - 指定有害廃棄物（硫酸ピッチ）

なお、産業廃棄物に該当しない事業活動に伴う廃棄物（事業系一般廃棄物）については、事業者が自ら処理するか、市町村または市町村長の許可を受けた一般廃棄物処理業者もしくは一般廃棄物収集運搬業者に処理・処分を委託しなければならない。一般廃棄物処分業の許可を受けていない産業廃棄物処理事業者へ処理・委託することは違法となる。

### 範囲

#### あらゆる事業活動に伴うもの
- 燃え殻（例：灰かす、石炭ガラ、コークス灰）
- 汚泥（例：ケミカルスラッジ（製紙スラッジ、めっき汚泥）、下水道汚泥、ベントナイト汚泥、浄水場沈殿汚泥）
- 廃油（例：潤滑油系廃油、切削油系廃油、洗浄油廃油、絶縁油系廃油）
- 廃酸（例：廃硫酸、廃塩酸）
- 廃アルカリ（例：石炭廃液、アンモニア廃液、写真現像廃液、か性ソーダ廃液）
- 廃プラスチック類（例：廃発泡スチロール、廃合成繊維、廃写真フィルム、廃ポリ容器）
- ゴムくず（例：天然ゴムの切断・裁断くず）
- 金属くず（例：古鉄、スクラップ、ブリキ・トタンくず、鉛管くず）
- ガラスくず、コンクリートくず及び陶磁器くず（例：板ガラスくず、破損ガラス、廃あきびん類、陶器くず、耐火煉瓦くず、コンクリート二次製品、石膏ボード）
- 鉱さい（例：高炉等からの残さ、不良鉱石）
- がれき類（例：工作物の新築、改築又は、除去に伴って生じたコンクリート破片・レンガ破片）
- ばいじん（例：電気集じん機捕集ダスト、バグフィルター捕集ダスト）

#### 特定の事業活動に伴うもの
- パルプ、紙又は紙加工品の製造業・新聞業・出版業・印刷物加工業等から生ずる紙くず
- 建設業から生ずる紙くず（工作物の新築、改築または除去に伴って生ずるものに限る）
- 建設業から生ずる木くず（工作物の新築、改築または除去に伴って生ずるものに限る）
- 木材・木製品製造業等から生ずる木くず
- 繊維工業（衣類等の繊維製品製造業を除く）から生ずる繊維くず
- 建設業から生ずる繊維くず（工作物の新築、改築又は除去に伴って生ずるものに限る）
- 食料品製造業・医薬品製造業・香料製造業において原料として使用した動物又は植物に係る固形状の不要物
- 屠畜場において屠殺し、又は解体した獣畜及び食鳥処理場において処理した食鳥に係る固形状の不要物（動物系固形不要物）
- 畜産農業から生ずる動物のふん尿
- 畜産農業から生ずる動物の死体
- 以上の産業廃棄物を処理するために処分したもので、上記の産業廃棄物に該当しないもの

事業活動に伴う廃棄物であっても、これらの定義に該当しないものは産業廃棄物ではなく、一般廃棄物となる。
例えば、「紙くず」は業種の限定があり、これに含まれない一般のオフィスから排出されるものは産業廃棄物ではない。
また「従業員がオフィスで捨てた飲料用ペットボトル」などは「廃プラスチック」であるが、事業活動によるものでないとして産廃扱いしない例も多い。
こうしたもののうち不要物について、最高裁判所(平成11年3月10日判決)は、「自ら利用し又は他人に有償で譲渡することができないために事業者にとって不要になった物」と定義した上で、「これに該当するか否かは、その物の性状、排出の状况、通常の取扱い形態、取引価値の有無及び事業者の意思等を総合的に勘案して決する」としている。その上で、豆腐製造業者が排出するところのおからは、不要物にあたり、産業廃棄物にあたるとしている。

### 排出

#### 総排出量
環境省によれば、1995年度（平成7年度）以降、4億トン前後で推移している。但し、リサイクルや廃棄物を燃やして減量化する等した上での、最終処分量は約916万トンであり、年々減少傾向にある。
- 2003年（平成15年） 4億1,200万トン
- 2004年（平成16年） 4億1,700万トン
- 2005年（平成17年） 4億2,200万トン
- 2006年（平成18年） 4億1,800万トン
- 2007年（平成19年） 4億1,900万トン
- 2008年（平成20年） 4億400万トン
- 2009年（平成21年） 3億9,000万トン
- 2010年（平成22年） 3億8,600万トン
- 2011年（平成23年） 3億8,100万トン
- 2012年（平成24年） 3億7,900万トン
- 2013年（平成25年） 3億8,500万トン
- 2014年（平成26年） 3億9,300万トン
- 2015年（平成27年） 3億9,100万トン
- 2016年（平成28年） 3億8,700万トン
- 2017年（平成29年） 3億8,400万トン
- 2018年  (平成30年)   3億7,883万トン
- 2019年  (令和元年)    3億8,596万トン

#### 種類別上位3品目
総排出量の約8割を占める。令和元年。
- 汚泥 44.3%（排出量：約1億7,084万t）
- 動物のふん尿 20.9%（排出量：約8,079万t）
- がれき類 15.3%（排出量：約5,893万t）

### 産業廃棄物の処理責任

#### 排出者責任の原則
「事業者は、その事業活動に伴って生じた廃棄物を自らの責任において適正に処理しなければならない」（3条）と定める「廃棄物の処理及び清掃に関する法律」により、産業廃棄物は、排出者に処理責任がある。これを一般的に「排出者責任」または「排出事業者責任」という。即ち自ら処理する（自己処理）を原則とし、都道府県知事の「産業廃棄物収集運搬業」「産業廃棄物処理業」の許可を受けた業者に処理を委託することができるとしている。ただし、産廃業者に委託する場合は、排出者の責任において、法定の事項を盛り込んだ委託契約を書面で締結するとともに、処理完了を確認するための処理伝票（産業廃棄物管理票、マニフェスト）を発行、回収、照合しなければならない（12条の3）。

#### 建設工事に伴い生ずる廃棄物の処理に関する例外
建設工事（請負工事）で生ずる産業廃棄物の排出者は、元請事業者（発注者から直接工事を請負った者）となり処理責任が発生する（法第21条の3）。
 なお、建設工事にはさまざまな発注形態があり、下記のように処理責任が紛らわしいケースも発生するので注意が必要である。
- 商社や管理会社等が介在するケース

発注者が商社や管理会社等（ビルマネジメント会社、プラント運営会社、ビルメンテナンス会社など）を介して建設業者に工事を発注するケースである。この場合は商社や管理会社等が元請、建設業者は下請とみなされる。よって処理責任は商社や管理会社等にあり、建設業者にはない。このケースでは商社や管理会社等が法令に精通していない場合に処理責任を巡ってトラブルが発生することがあるので注意が必要である。
- テナント工事があるケース

ショッピングセンターやビルなどでオーナーとテナントが個別に工事を発注するケースである。この場合はオーナーから工事を直接請負った建設業者だけではなく、テナントから工事を直接請負った建設業者にもそれぞれ別個に処理責任が発生することになる。このケースではオーナーやテナントが法令に精通していない場合に処理責任を巡ってトラブルが発生することがあるので注意が必要である。
- 分離発注のケース

発注者が建築工事と管工事や電気工事等を個別に発注するケースである。この場合は建築工事業者だけでなく、管工事業者や電気工事業者等も直接工事を請負っているためそれぞれ別個に処理責任が発生する。このケースは分離発注のほとんどが公共工事であり、発注者側も各請負者側も法令に精通していることから、処理責任を巡ってトラブルが発生することは稀である。

#### 排出者責任の限度
受託処理業者の不適正処理により不法投棄などが起こった場合に、排出者がどこまで責任を負うかが問題となる。実際の事件では、廃棄物の内容を確認することによって排出者を特定することはできても直接の投棄者が特定できなかったり、処理業者に資力がなく撤去費用の負担などを負いきれなかったりすることが多いからである。都道府県の産業廃棄物担当部局は、排出者の管理状態などを精査し、問題があれば「排出者として責任あり」として、撤去費用などの負担を求めるが、中には排出者の管理に問題がなくても「当然の排出者責任」として、排出者に負担を求めてくることもある。
しかし大原則として、特に定めのない限り、過失がない者には民事上の責任は発生しない。（b:民法第709条「過失責任の原則」）
産業廃棄物においては、3条の解釈として、特に定めのある場合（無過失責任）に該当するかが問題となる。小池百合子環境大臣（2005年当時）は、国会（2005年の衆院環境委員会）における答弁では、無過失責任は採用していないという前提に立ち、「（排出者に）予見不可能な負担を負わせ、経済活動を不当に制約するおそれもある」と、今後の導入についても否定的な見解を示している。
即ち、環境省の解釈によれば「過失責任の原則」が適用されるため、排出者に過失がないと認められる場合は、不法投棄などがあった場合でも、排出者が民事上の法的責任を負う根拠は存在しないとされる。あくまで自主的な判断で負担すべきものと考えられる。今後の司法判断にも注目される。

### 不法投棄問題
大規模な不法投棄の事例として、「香川県豊島の不法投棄事案(豊島事件)」、「青森県・岩手県の県境産廃不法投棄事案」、「埼玉県朝霞市上内間木新河岸川河川敷PCBドラム缶不法投棄事案」などがある。
産業廃棄物の不法投棄の対策を促進するため、2003年度から10年間の時限法である産廃特措法（特定産業廃棄物に起因する支障の除去等に関する特別措置法）が制定された。その後、2012年の改正で存続期限が10年延長され、現在の期限は2023年3月31日までである。
なお、操業停止している産業廃棄物最終処分場の周辺住民が｢有害な廃棄物の撤去を怠り、放置は違法｣と福岡県に廃棄物の撤去を求めた訴訟で福岡地裁の1審の却下を取り消し、2011年2月7日福岡高裁は｢住民の生命・健康に重大な損害を生じる恐れがある｣として県に必要な行政措置を日本で初めて義務付けた。その後県は上告し、一方県議会は上告取り下げを求める決議をした。

## シンガポールの産業廃棄物

### 定義
シンガポールの環境公衆衛生法第2条では「小売・商業・製造業・建設で生成される固形、液体、気体の廃棄物であり、有害産業廃棄物や他の危険物質を含む。」と定義される。また「有害産業廃棄物」は「産業廃棄物のうち性質、組成、量が、人の健康や環境に危険をもたらすか、または感染症の病原体を作り出す可能性のあるもの」と定義される。ただし廃棄物回収分類では一般廃棄物（General waste）と有害産業廃棄物（Toxic Industrial Waste）は区別され、一般廃棄物に含まれるものは「非有害産業廃棄物」として扱う。

### 排出事業者の責任
産業廃棄物を生成する事業者は、産業廃棄物について人、動物、環境に悪影響を及ぼさない適切かつ効率的な方法で保管し（第25条）、定期的に廃棄しなければならない（第26条）。

### 有害産業廃棄物
有害産業廃棄物（Toxic Industrial Waste）は環境公衆衛生法第2条に定義されており、医療廃棄物や生物学的有害廃棄物（biohazard waste）もこれに含む。
有害産業廃棄物の発生者は、排出する有害廃棄物の種類や性質が変わる場合や、環境公衆衛生（有害廃棄物）規則で定める基準量を上回る排出を行う場合には、国家環境庁への報告義務がある。有害産業廃棄物の運搬を委託する場合も業者が免許を保有しているかの確認義務や廃棄物の内容を正確に伝える義務を負う。また有害産業廃棄物を排出する事業者は、廃棄物の種類と量、廃棄の手段、有害廃棄物収集事業者に委託した日付と量、その事業者名と住所、残っている廃棄物量を記録する義務がある。

### 不法投棄の規制
環境公衆衛生法第20条は産業廃棄物などの不法投棄の禁止を定めており、1996年に罰金の引き上げや懲役刑の追加、不法投棄に使用した車両の没収など厳罰化された。

## アメリカ合衆国の産業廃棄物
連邦法の資源保護回復法（Resource Conservation and Recovery Act/ RCRA）は、廃棄物をまず有害廃棄物（hazardous waste）と非有害廃棄物（non-hazardous waste）に大別している。有害廃棄物には、一般的な産業生産過程から排出された不特定源廃棄物（Fリスト）や特定の産業から排出された特定源廃棄物（Kリスト）があるが、連邦環境保護庁（Environmental Protection Agency／EPA）は、商店、事務所、レストランなど非製造業から発生する商業ごみ（commercial solid waste）を産業廃棄物としていない。この米国の定義による連邦環境保護庁の統計では、産業廃棄物の約97%が廃水（waste water）で固形廃棄物ではないとしている。